# HD205234
HD205234 — хімічно пекулярна зоря спектрального класу A7, що має видиму зоряну величину в смузі V приблизно  7,6.
Вона  розташована на відстані близько 648,4 світлових років від Сонця.